# Шимкент
Шимке́нт (каз. Şymkent, Шымкент) — місто республіканського значення Казахстану, третє за чисельністю населення місто країни. Адміністративний центр та єдиний населений пункт Шимкентської міської адміністрації.
Населення — 1112478 (2021; 603499 у 2009, 423902 у 1999, 392977 у 1989).

## Етимологія
Назва Шимкент походить від двох тюркських слів чим — дерен, трава і кент — місто.

## Історія
Шимкент був заснований у XII столітті. Зростав як центр ринкової торгівлі між кочівниками і дехканами. Місто було знищено декілька разів: Чингісханом, військами південних ханств і нападами кочівників. Пізніше входило до складу Кокандського ханства, 1810 року стало частиною Бухарського емірату, 1864 року було приєднано до Російської імперії. 1914 року місто було перейменовано у Черняєв, а 1924 року перейменовано в Чимкент. Після здобуття незалежності Казахстаном в 1992 році місто було перейменовано на Шимкент у рамках кампанії уряду застосування казахських назв населених пунктів.

## Господарство
Шимкент — один з провідних промислових і економічних центрів Казахстану. У місті налічується понад 70 промислових підприємств кольорової металургії, машинобудування, хімічної, нафтопереробної та харчової промисловості.
За радянських часів найбільшим підприємством міста було ВО «Фосфор», що виробляло жовтий фосфор і триполіфосфат натрію. Нині нафтохімічна і фармацевтична промисловість представлена такими підприємствами як ТОВ «ПетроКазахстан Ойл Продактс» (колишній Чимкентський НПЗ — переробка нафти), АТ «INCOMTYRE» (колишній НВО «Чимкентшина» — виробництво шин), АТ «Хімфарм» (виробництво лікарських препаратів). Металургійна промисловість представлена АТ «Южполіметал» (колишній Чимкентський свинцевий завод — виробництво свинцю). Машинобудування представлене АТ «Карданвал» (виробництво карданних валів і хрестовин для автомобілів і тракторів), АТ «Южмаш» (виробництво ковальсько-пресових машин, запчастин та обладнання), ТОВ «Електроапарат» (виробництво силових вимикачів).
Підприємства легкої промисловості — «Восток» (виготовлення костюмів, пальт, курток з вовняних і напіввовняних тканин), «Адалія» (текстильне виробництво), «Еластик» (виробництво шкарпеток з високоякісної пряжі). Будівельні матеріали виробляють АТ «Шимкентцемент» (колишній Чимкентський цементний завод), «Курилис матеріали» (виробництво будівельної цегли) тощо. Також в місті працюють АТ «Шимкентмай» (колишній МЖК) і ТОВ «Кайнар» (переробка насіння бавовнику, соняшнику, сафлору, сої, виробництво харчового рафінованої олії), АТ «Шимкентпиво» (виробництво пива), АТ «Візит» (виробництво прохолодних напоїв), АТ «Шимкентсут» (виробництво молочної продукції) тощо.
Місто є великим залізничним вузлом на Туркестано-Сибірській магістралі, великий культурний та промисловий центр, його обслуговує міжнародний аеропорт Шимкент.

## Адміністративний поділ
У серпні 2014 року у місті був утворений четвертий район — Каратауський, у серпні 2022 року — п'ятий район Туранський.
| Адміністративна одиниця | Площа, км² | Населення, осіб (2009) | Населення, осіб (2021) |
| ----------------------- | ---------- | ---------------------- | ---------------------- |
| Абайський район         | 240,0      | 249458                 | 332827                 |
| Аль-Фарабійський район  | 130,7      | 165108                 | 191578                 |
| Єнбекшинський район     | 220,8      | 228712                 | 264328                 |
| Каратауський район      | 190,5      | 87595                  | 323745                 |
| Туранський район        | 360,3      | -                      | -                      |